# Cantó de Juniville
El cantó de Juniville és un cantó francès del departament de les Ardenes, situat al districte de Rethel. Té 13 municipis i el cap és Juniville.

## Municipis
- Alincourt
- Annelles
- Aussonce
- Bignicourt
- Le Châtelet-sur-Retourne
- Juniville
- Ménil-Annelles
- Ménil-Lépinois
- Neuflize
- La Neuville-en-Tourne-à-Fuy
- Perthes
- Tagnon
- Ville-sur-Retourne

## Història
| Data d'elecció                           | Identitat       | Partit                     | Qualitat |
| ---------------------------------------- | --------------- | -------------------------- | -------- |
| 1945-1955                                | M. Pommelet     | MRP                        |          |
| 1955-1973                                | Pierre Toufflin | radical                    |          |
| 1973-1992                                | Emile Lescieux  | Divers droite, després UDF |          |
| 1992-1998                                | Edouard Noël    | RPR                        |          |
| 1998-2011                                | Jean Verzeaux   | RPR, després UMP           |          |
| 2011-                                    | Bertrand Jenin  | PS                         |          |
| les dades anteriors no són pas conegudes |                 |                            |          |
|                                          |                 |                            |          |

## Demografia
| A partir de 1990: Població sense dobles comptes |